# Гельга Зайдлер
Гельґа Зайдлер (нім. Helga Seidler; нар. 5 серпня 1949, Ольбернгау, Рудні Гори, Саксонія, Німеччина) — німецька легкоатлетка, яка спеціалізувалася в бігу на короткі дистанції.

## Із життєпису
Виступала за збірну НДР.
Олімпійська чемпіонка в естафеті 4×400 метрів (1972).
Олімпійська фіналістка (4-е місце) у бігу на 400 метрів (1972).
Чемпіонка Європи у бігу на 400 метрів та в естафеті 4×400 метрів (1971).
Ексрекордсменка світу в естафеті 4×400 метрів (співавторка чотирьох ратифікованих рекордів).
По завершенні змагальної кар'єри працювала тренеркою. Найвідоміший з її підопічних — Ріко Лідер, чемпіон світу в приміщенні в естафеті 4×400 метрів (1991).

## Основні міжнародні виступи
| Рік  | Змагання         | Місто     | Місце | Дисципліна | Примітки |
| ---- | ---------------- | --------- | ----- | ---------- | -------- |
| 1971 | Чемпіонат Європи | Гельсінкі | 1     | 400 м      |          |
| 1971 | 1                | 4×400 м   |       |            |          |
| 1972 | Олімпійські ігри | Мюнхен    | 4     | 400 м      |          |
| 1972 | 1                | 4×400 м   |       |            |          |

## Визнання
- Кавалер Ордена «За заслуги перед Вітчизною» II ступеня (1972)
- Кавалер Ордена «За заслуги перед Вітчизною» III ступеня (1971)